# Boska

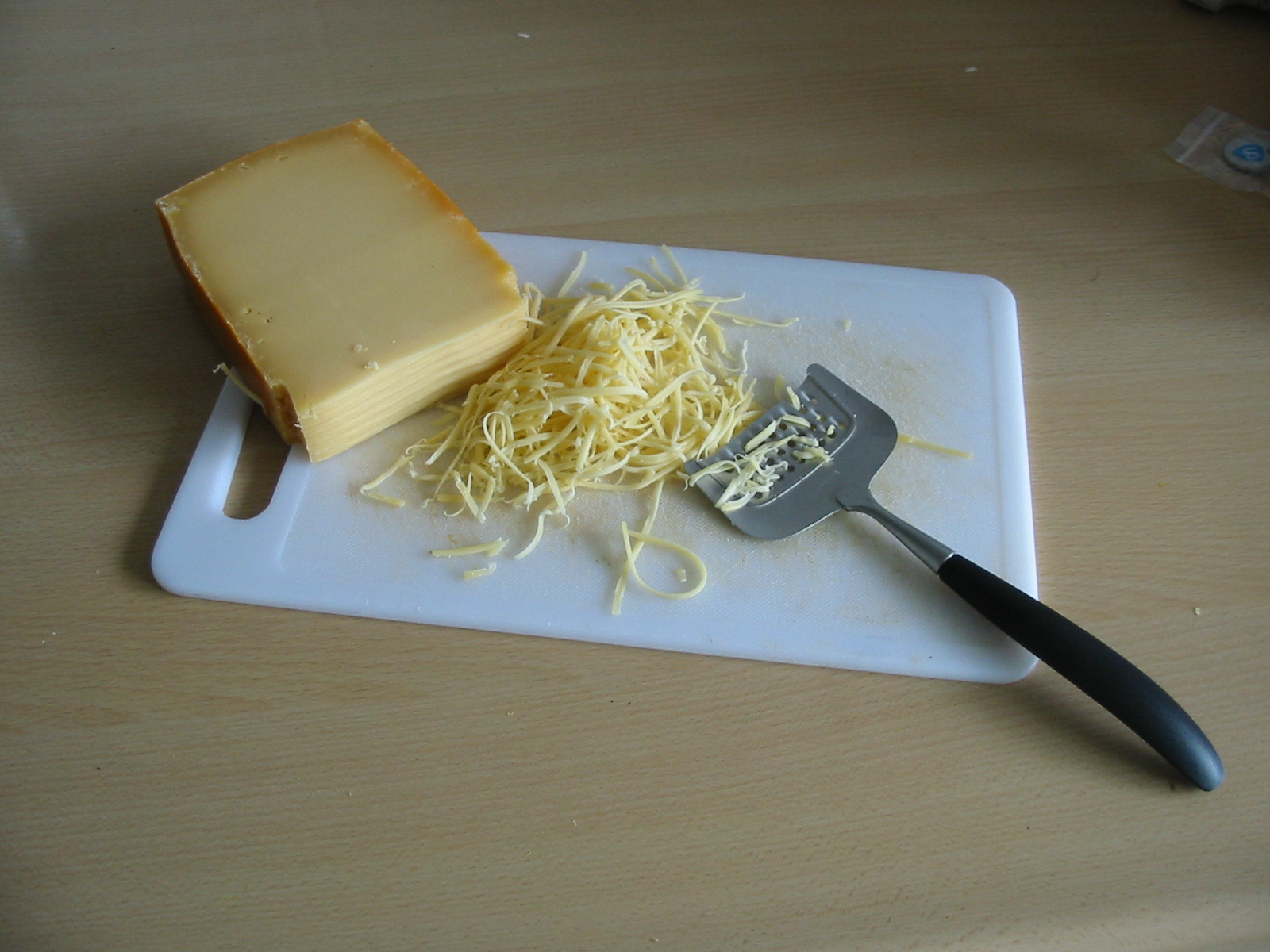
Een kaasschaaf van Boska en een stuk kaas

Boska Holland is een fabrikant van kaasgereedschap gevestigd in Bodegraven. Als merknaam wordt sinds 2002 Boska gevoerd.

## Geschiedenis
Het bedrijf stamt uit 1896 toen Willem Bos voor het eerst een kaasboor smeedde in Bodegraven. Hij had de smederij aan de Kerkstraat overgenomen van zijn toenmalige baas. Sinds dat jaar heeft het familiebedrijf allerlei artikelen verkocht die met kaas te maken hebben. In 1903 werd de smederij gesloopt en een nieuwe gebouwd.
In 1928 werd de smederij door Jan Willem Bos getransformeerd tot een huishoudwinkel, en in 1965 door Joop Bos in een groothandel in ijzerwarengereedschappenhandel. Dit bedrijf werd in 1997 verkocht aan Gerritse IJzerwaren.
In 1978 werd Bos Kaasgereedschap opgericht door Joop Bos. Martijn Bos veranderde in 2002 als nieuwe eigenaar de naam in Boska Holland. In 2005 werd een vestiging in de VS opgericht, en in 2006 in Frankrijk.
Op 29 april 2006 gaf het bedrijf in een uitzending van het RTL 7 programma "Met Grenzeloze Ambitie" te kennen voor haar huishoudkaasschaaf een plaats in de Amerikaanse besteklade te ambieëren.

## Producten
Het bedrijf verkoopt snijapparatuur zoals kaasraspen, kaassnijdraden, messen, planken en meer op de consument gericht kaasschaven en kaasfondues.